# Public affairs
Il termine Public Affairs viene spesso utilizzato per indicare l'attività di fare pressione sulle istituzioni, quale sinonimo di lobbismo o relazioni istituzionali. Tuttavia per Public Affairs si devono intendere piuttosto tutte le attività strategiche di un'impresa dirette ai suoi numerosi stakeholder, ovvero a quello che il marketing chiama pre-mercato. Si tratta di tutte quelle forze che direttamente o indirettamente creano il contesto competitivo nel quale l'azienda deve muoversi. Ovvero le regole del gioco.

## Il Public affairs mix
Secondo la teoria, i principali stakeholder di un'impresa sono otto:
1. le istituzioni politiche;
2. la comunità finanziaria;
3. i mass media;
4. il sindacato;
5. i gruppi di opinione e le associazioni di consumatori;
6. il grande pubblico;
7. la comunità internazionale;
8. il potere giudiziario.

A questi otto attori del pre-mercato corrispondono specifiche attività di public affairs:
1. lobbismo e relazioni istituzionali (verso gli enti regolatori nazionali e sovranazionali, es. Unione europea);
2. political intelligence;
3. media relations;
4. relazioni sindacali e industriali;
5. marketing relazionale;
6. comunicazione istituzionale;
7. business diplomacy;
8. affari legali e regolatori.[1]

Una strategia di public affairs si basa sull'utilizzo sinergico di tutte queste leve, senza limitarsi alla sola attività di lobbismo. Le relazioni istituzionali senza la capacità di gestire in modo corretto le relazioni con i media, o le relazioni sindacali senza un'efficace
comunicazione istituzionale sono infatti degli strumenti spuntati che difficilmente sono in grado di produrre risultati. Così come esiste un marketing mix che amalgama e rende efficaci le leve di marketing, allo stesso modo l'azienda deve iniziare a programmare le sue strategie in termini di public affairs mix.